# Saint-Martin-la-Plaine
Saint-Martin-la-Plaine is een gemeente in het Franse departement Loire (regio Auvergne-Rhône-Alpes). De plaats maakt deel uit van het arrondissement Saint-Étienne. Saint-Martin-la-Plaine telde op 1 januari 2022 3.768 inwoners.

## Geografie
De oppervlakte van Saint-Martin-la-Plaine bedroeg op 1 januari 2022 9,7 vierkante kilometer; de bevolkingsdichtheid was toen 388,5 inwoners per km².

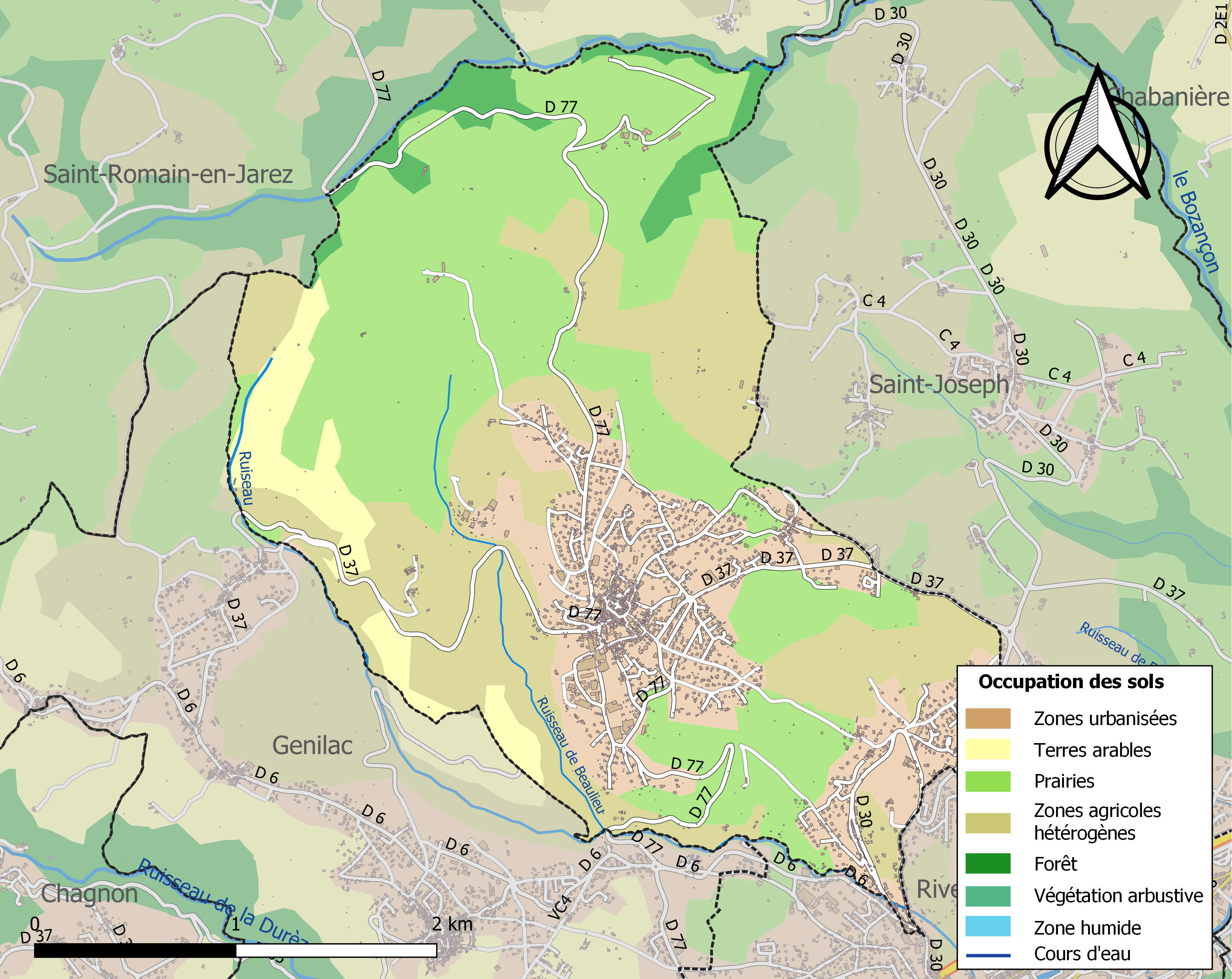
Kaart van de gemeente met de belangrijkste infrastructuur, bodemgebruik en omliggende gemeenten

## Demografie
Onderstaande figuur toont het verloop van het inwonertal (bron: INSEE-tellingen).